# Ayabe
Ayabe (Japans: 綾部市, Ayabe-shi) is een stad in de prefectuur Kyoto, Japan. Begin 2014 telde de stad 34.437 inwoners.

## Geschiedenis
Op 1 augustus 1950 werd Ayabe benoemd tot stad (shi). Dit gebeurde na het samenvoegen van Ayabe met de gemeenten Nakasuji, Kimi, Nishiyata, Higashiyata, Sanke en Kuchikanbayashi.
Steden:
Ayabe · Fukuchiyama · Joyo · Kameoka · Kizugawa · Kyotanabe · Kyotango · Kyoto (hoofdstad) · Maizuru  · Miyazu · Muko · Nagaokakyo · Nantan · Uji · Yawata

Districten:
Funai · Kuse · Otokuni · Souraku · Tsuzuki · Yosa
Gemeenten per district